# Генрік (принц Данський)
Принц Ге́нрік Данський (дан. Hans Kongelige Højhed Prins Henrik, уродж. Анрі Марі Жан Андре, граф де Лаборд де Монпеза фр. Henri Marie Jean André de Laborde de Monpezat; 11 червня 1934, Таланс, Жиронда, Франція — пом. 13 лютого 2018) — данський державний, військовий і громадський діяч. Чоловік королеви Данії Маргрете II.

## Життєпис
Походить з роду Монпеза. До 5 років жив з батьками в Індокитаї, де його батько обіймав високу посаду у французькій колоніальної адміністрації.
Від 1939 року жив у Франції, в сімейній резиденції в Керу.
Від 1947 року навчався в єзуїтському коледжі в Бордо.
У 1948—1950 роках — навчався в старших класах середньої школи в Керу.
1950 року разом з батьком поїхав до Ханоя, де 1952 року закінчив французьку гімназію.
Від 1952 до 1957 року навчався в Сорбонні, де вивчав право і політичні науки. Одночасно вивчав китайську та в'єтнамський мови в Національній школі східних мов.
1957 року вирушив до Гонконга для мовної практики, а 1958 року — до Сайгона.
Від 1959 до 1962 року служив у французькій армії. Брав участь в Алжирській війні.
1962 року склав іспит і почав роботу в азійському департаменті МЗС Франції.
Від 1963 до 1967 року — третій секретар посольства Франції в Лондоні (Велика Британія).

## Родина
У Лондоні зустрівся зі спадковою принцесою Данії Маргрете.
10 червня 1967 року в церкві Гольмен у Копенгагені відбулася церемонія вінчання Анрі й Маргрете, з нагоди якої граф Анрі де Монпеза отримав титул «Його Королівська Високість принц Генрік Данський». Перейшов з католицизму в лютеранство.
Після сходження дружини на престол йому надано звання генерала й адмірала (командувача армії і флоту королівства).

## Діти
У королеви Маргрете II і принца Генріка двоє синів: кронпринц Фредерік Андре Генрік Крістіан (нар. 26 травня 1968 року) і
принц Йоакім Гольґер Вальдемар Крістіан (нар. 7 червня 1969 року).